# William Álvarez
William Álvarez, detto Pato (Medellín, 15 dicembre 1934 – Barcellona, 23 gennaio 2022), è stato un tennista e allenatore di tennis colombiano.

## Carriera

### Tennista
Ha vinto i campionati colombiani per otto volte in singolare, nei tornei dello Slam ha raggiunto il terzo turno al Roland Garros 1961 sconfiggendo sulla sua strada Sergio Tacchini.
Ha fatto parte della squadra colombiana di Coppa Davis in cinque diverse occasioni a partire dal 1959 ottenendo cinque successi e dieci sconfitte.

### Allenatore
Negli anni 1970 terminata l'attività agonistica si trasferì in Spagna dove divenne un punto di riferimento per la scena iberica, è considerato uno dei principali innovatori del tennis spagnolo e negli anni ha ricoperto il ruolo di coach per: Emilio Sánchez, Javier Sánchez, Sergio Casal, Julián Alonso, Joan Balcells, Juan Albert Viloca e Tomás Carbonell. Ha inoltre aperto una sua accademia in cui si sono allenati importanti tennisti stranieri quali Andy Murray, Gilles Müller, Juan Mónaco e Grigor Dimitrov.

## Statistiche

### Singolare

#### Finali perse (1)
| No. | Anno | Torneo                                        | Superficie  | Avversario in finale | Punteggio     |
| 1.  | 1965 | Campionati Internazionali di Sicilia, Palermo | Terra rossa | Martin Mulligan      | 6–1, 6–1, 6–2 |

### Doppio

#### Finali perse (1)
| No. | Anno | Torneo                                        | Superficie  | Compagno      | Avversari in finale            | Punteggio     |
| 1.  | 1965 | Campionati Internazionali di Sicilia, Palermo | Terra rossa | Frew McMillan | Martin Mulligan Giuseppe Merlo | 7–5, 6–3, 6–3 |